# Polynéský trojúhelník

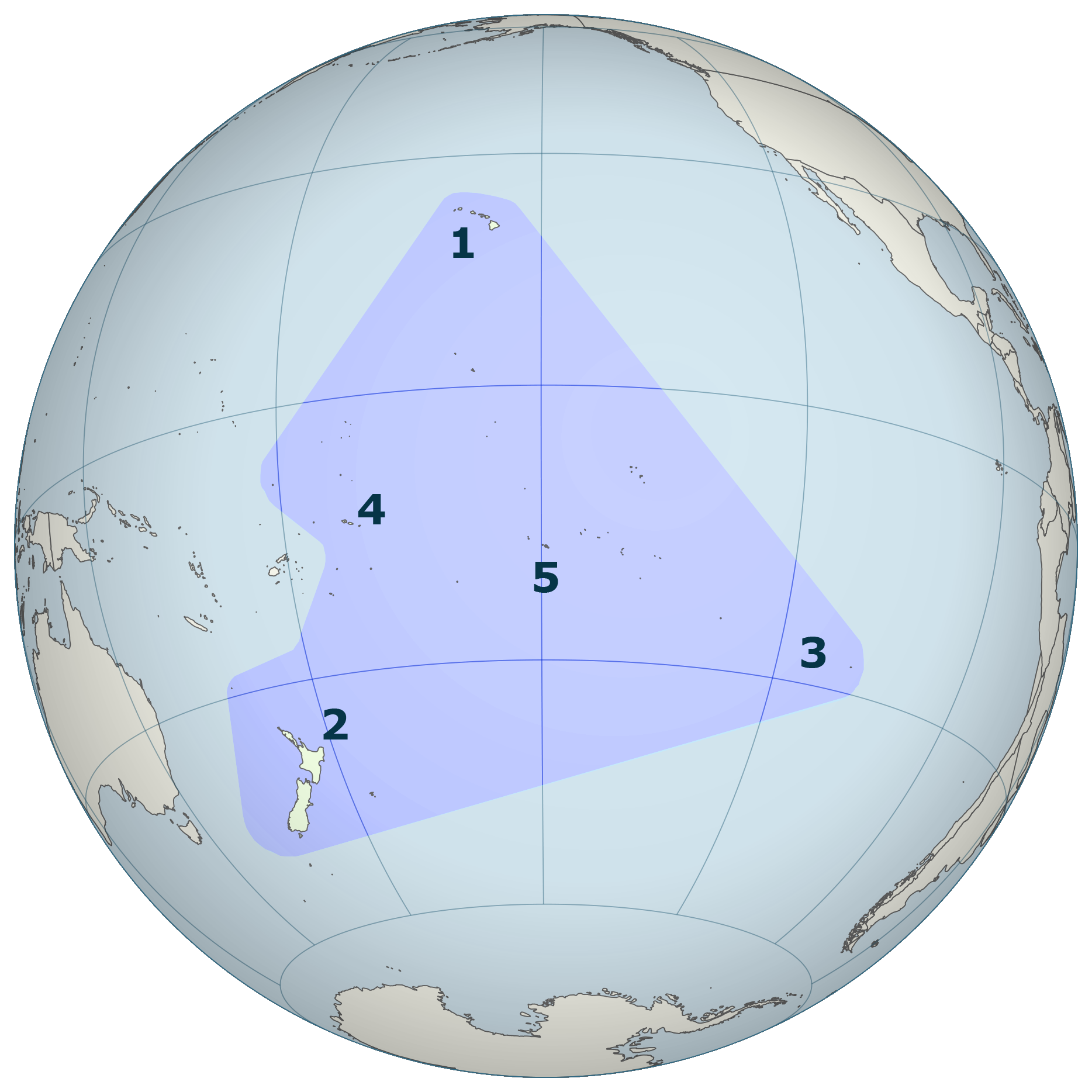
Polynéský trojúhelník je geografický region Tichého oceánu; jeho rohy tvoří Havaj (1), Nový Zéland (2) a Rapa Nui (3). Uprostřed trojúhelníku leží Tahiti (5), směrem na západ pak Samoa (4).

Takzvaný polynéský trojúhelník je region Tichého oceánu. Jeho rohy tvoří Nový Zéland (maorsky Aotearoa), Havajské ostrovy (Hawaiʻi) a Velikonoční ostrov (Rapa Nui). Bývá používán jako vymezení hranic Polynésie.
Početné ostrovní kultury uvnitř rozsáhlé trojúhelníkové oblasti mluví polynéskými jazyky, jazykovědci považované za oceánskou podskupinu rozsáhlé malajsko-polynéské jazykové skupiny, které se vyvinuly zhruba před pěti tisíci let z dávného praaustrálského jazyka užívaného v jihovýchodní Asii. Polynésané také vzájemně sdílejí podobné kulturní tradice, náboženství a vědecké poznatky. Podle antropologů jsou všechny dnešní polynéské národy potomky přistěhovalců z jihovýchodní Asie (viz také Lapita).
Mezi tyto ostrovní národy patří například novozélandští Maorové, domorodí Havajci a dále původní kultury Velikonočního ostrova, Markéz, Samoy a Americké Samoy, Francouzské Polynésie, Cookových ostrovů či Tongy.
Stopy po polynéské přítomnosti, sahající až do 13. století, byly nalezeny také na subantarktických ostrovech jižně od Nového Zélandu, které ovšem leží mimo trojúhelník. I mnoho ostrovů v Melanésii a Mikronésii, oblastech sousedících s trojúhelníkem, si uchovává polynéskou kulturu nebo zde byly nalezeny pozůstatky po ní.